# Ashdown Engineering
Ashdown Engineering è un'azienda inglese di amplificatori per strumenti musicali fondata nel 1997 da Mark Gooday, ingegnere capo e manager della Trace Elliot. È conosciuta soprattutto per la produzione di amplificatori professionali per basso.
Il primo amplificatore costruito fu il Klystron Bass Magnifier, seguito dalla serie All Access Series, Electric Blue Series, MAG Series, le apprezzatissime ABM EVO I-II-III Series, Classic Series, Superfly Series, Mark King Signature Series, Legacy Series. Recentemente la Ashdown si è dedicata anche alla produzione di effetti per basso (Chorus Plus, Drive Plus, Dual Band Compression, Envelope Filter, Sub-Octave Plus) e amplificatori professionali per chitarra.
Tra i musicisti più celebri che hanno utilizzato amplificatori e diffusori Ashdown troviamo: John Entwistle, Rick Savage, Adam Clayton, Guy Pratt, Geezer Butler e Roger Waters.